# Karbon
| Karbon System des Phanerozoikums     | Karbon System des Phanerozoikums |
| ------------------------------------ | -------------------------------- |
| Ära                                  | Paläozoikum                      |
| System davor                         | Devon                            |
| Beginn                               | 358,9 mya                        |
| Ende                                 | 298,9 mya                        |
| System danach                        | Perm                             |
| Mittlerer atmosphärischer O2-Anteil  | 32,5 Vol.-% (163 % von heute)    |
| Mittlerer atmosphärischer CO2-Anteil | 800 ppm (Das 2-fache von heute)  |
| Mittlere Bodentemperatur             | 14 °C (0 °C über/unter heute)    |
|                                      |                                  |

| ❮ | System      | Subsystem     | Serie                   | Stufe        | ≈ Alter (mya) |
| ❮ | später      | später        | später                  | später       | jünger        |
| - | ----------- | ------------- | ----------------------- | ------------ | ------------- |
| ❮ | K a r b o n | Pennsylvanium | Oberes Pennsylvanium    | Gzhelium     | 298,9 ⬍ 303,7 |
| ❮ | K a r b o n | Pennsylvanium | Oberes Pennsylvanium    | Kasimovium   | 303,7 ⬍ 307   |
| ❮ | K a r b o n | Pennsylvanium | Mittleres Pennsylvanium | Moskovium    | 307 ⬍ 315,2   |
| ❮ | K a r b o n | Pennsylvanium | Unteres Pennsylvanium   | Bashkirium   | 315,2 ⬍ 323,2 |
| ❮ | K a r b o n | Mississippium | Oberes Mississippium    | Serpukhovium | 323,2 ⬍ 330,9 |
| ❮ | K a r b o n | Mississippium | Mittleres Mississippium | Viséum       | 330,9 ⬍ 346,7 |
| ❮ | K a r b o n | Mississippium | Unteres Mississippium   | Tournaisium  | 346,7 ⬍ 358,9 |
| ❮ | früher      | früher        | früher                  | früher       | älter         |

Das Karbon ist in der Erdgeschichte das fünfte chronostratigraphische System bzw. die fünfte geochronologische Periode des Paläozoikums. Das Karbon begann vor etwa 358,9 Millionen Jahren und endete vor etwa 298,9 Millionen Jahren. Es wird vom Perm überlagert und vom Devon unterlagert.

## Geschichte und Namensgebung
Das Karbon wurde bereits 1822 von William Daniel Conybeare und William Phillips in England als geologisches System (Periode) eingeführt (Carboniferous Series). Namensgebend sind die weltweit verbreiteten Kohleflöze vor allem im Oberkarbon (lateinisch carbo ‚Kohle‘). In deutschsprachiger Literatur ist teilweise auch die Bezeichnung „(Stein-)Kohlezeitalter“ gebräuchlich.

## Definition und GSSP
Die Untergrenze des Karbon (und zugleich der Mississippium-Serie und der Tournaisium-Stufe) wird durch das Erstauftreten der Conodonten-Art Siphonodella sulcata innerhalb der Entwicklungslinie von Siphonodella praesulcata zu Siphonodella sulcata definiert. Die Obergrenze und damit die Untergrenze des Perm bildet das Erstauftreten der Conodonten-Art Streptognathodus isolatus. Das offizielle Referenzprofil der Internationalen Kommission für Stratigraphie (Global Stratotype Section and Point, GSSP) für das Karbon ist das La Serre-Profil in der südöstlichen Montagne Noire (Frankreich). Es handelt sich um einen etwa 80 cm tiefen Schurf am Südabhang des Berges La Serre, ungefähr 125 m südlich des Gipfels (252 m) und etwa 525 m östlich der Maison La Roquette, auf dem Gebiet des Ortes Cabrières, 2,5 km nordöstlich der Ortschaft Fontès (Département Hérault, Frankreich).

## Untergliederung des Karbon

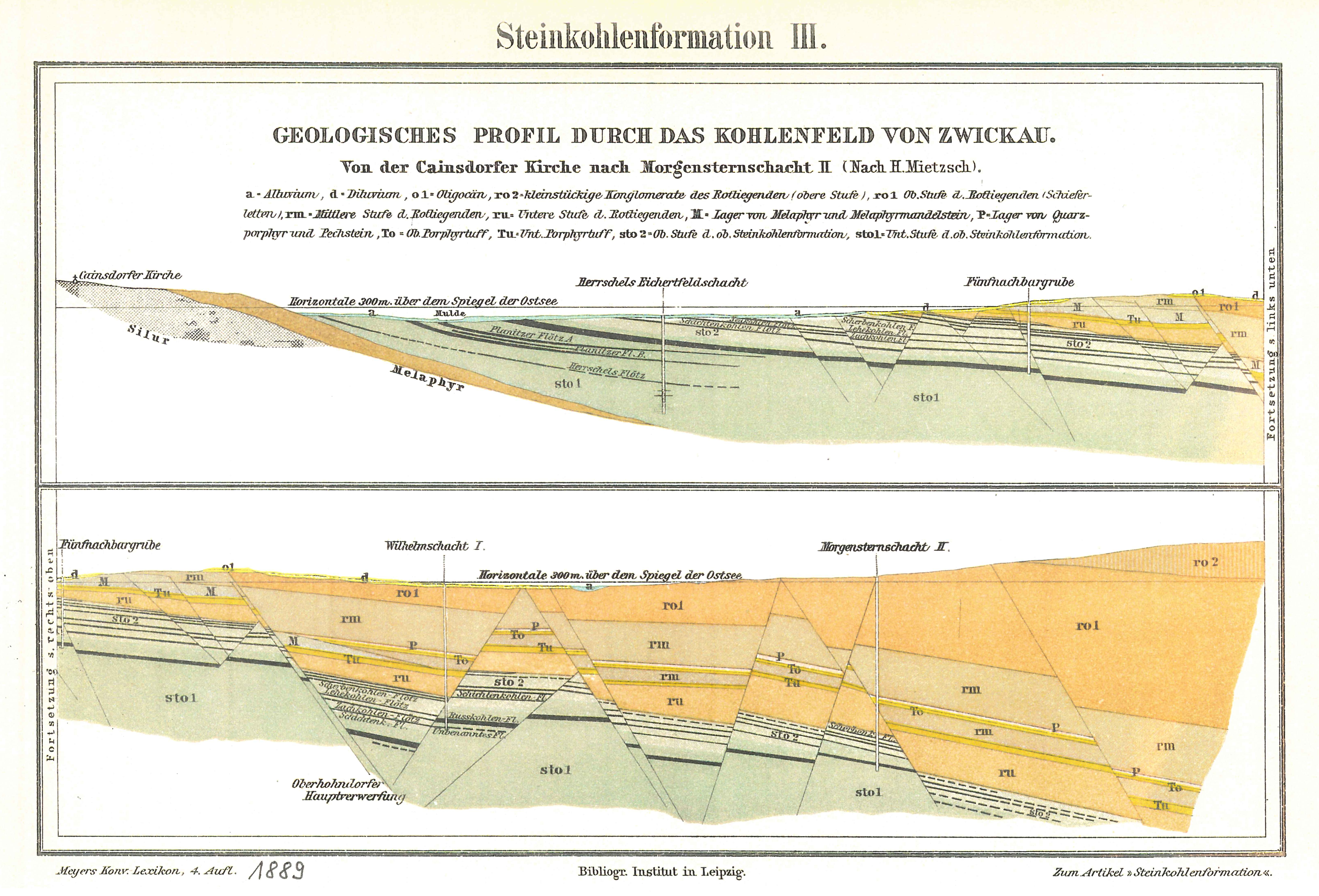
Geologisches Profil durch das Kohlefeld bei Zwickau (aus Meyers Konversations-Lexikon (1885–90))

Das Karbon wird international in zwei Subsysteme und sechs Serien mit insgesamt sieben Stufen unterteilt.
- System: Karbon (358.9–298.9 mya)
  - Subsystem: Pennsylvanium (frühes Oberkarbon) (323.2–298.9 mya)
    - Serie: Oberpennsylvanium (307–298.9 mya)
      - Stufe: Gzhelium (303.7–298.9 mya)
      - Stufe: Kasimovium (307–303.7 mya)

    - Serie: Mittelpennsylvanium (315.2–307 mya)
      - Stufe: Moskovium (315.2–307 mya)

    - Serie: Unterpennsylvanium (323.2–315.2 mya)
      - Stufe: Bashkirium (323.2–315.2 mya)

  - Subsystem: Mississippium (frühes Unterkarbon) (358.9–323.2 mya)
    - Serie: Obermississippium (330.9–323.2 mya)
      - Stufe: Serpukhovium (330.9–323.2 mya)

    - Serie: Mittelmississippium (346.7–330.9 mya)
      - Stufe: Viséum (346.7–330.9 mya)

    - Serie: Untermississippium (358.9–346.7 mya)
      - Stufe: Tournaisium (358.9–346.7 mya)

Regional waren weitere Untergliederungen in Gebrauch. Das mitteleuropäische Karbon wurde in Dinantium (Unterkarbon) und in Silesium (Oberkarbon) unterteilt. Die Grenze zwischen mitteleuropäischem Unter- und Oberkarbon und internationalen Unter- und Oberkarbon differiert jedoch. Auch die Obergrenze des Silesium stimmt nicht mit der internationalen Karbon-Perm-Grenze überein, sondern liegt noch deutlich in der Gzhelium-Stufe der internationalen Gliederung. Das russische Karbon wurde in Ober-, Mittel- und Unterkarbon unterteilt.
Die biostratigraphische Zonengliederung beruht hauptsächlich auf marinen Wirbellosen: Goniatiten (eine Gruppe der Ammoniten), Conodonten (zahnähnliche Hartteile schädelloser Chordatiere), Armfüßer (Brachiopoda), Korallen und Großforaminiferen. Im Oberkarbon fußt die biostratigraphische Gliederung für die terrestrischen (festländischen) Ablagerungen zum Teil auch auf Landpflanzen.

## Paläogeographie
Bereits im Silur war es zur Kollision der beiden Kontinentmassen Laurentia (Nordamerika) und Baltica (Nordeuropa und Russische Tafel) gekommen. Dieses plattentektonische Ereignis bezeichnet man als kaledonische Orogenese. Der neu gebildete Kontinent trägt den Namen Laurussia oder auch Old-Red-Kontinent. Zwischen Laurussia und dem weiter südlich liegenden Großkontinent von Gondwana (Afrika, Südamerika, Antarktika, Australien und Indien) befand sich ein durch verschiedene Terrane, kleinere Massen kontinentaler Kruste, gegliederter Meeresraum. Erste Kollisionen in diesem Bereich hatten schon im unteren Devon die variszische Orogenese eingeleitet. Im Verlauf des Unterkarbons setzte sich die Konvergenz von Laurussia und Gondwana fort und erreichte an der Wende von Unter- und Oberkarbon einen ersten Höhepunkt. Diese Kontinent-Kontinent-Kollision ist die Ursache der variszischen Orogenese in Europa. Im Oberkarbon schloss sich der Bereich zwischen Nordwestafrika und Nordamerika, die Bildung der Appalachen fand damit ihren Abschluss. Mit dem Anschluss des sibirischen und des Kasachstan-Kratons an Laurussia (dabei entstand das Ural-Gebirge) waren schließlich im Perm alle großen Kontinentalmassen zum Superkontinent Pangaea vereinigt. Der Pangaea umgebende Ozean wird Panthalassa genannt.

## Klima und Umwelt

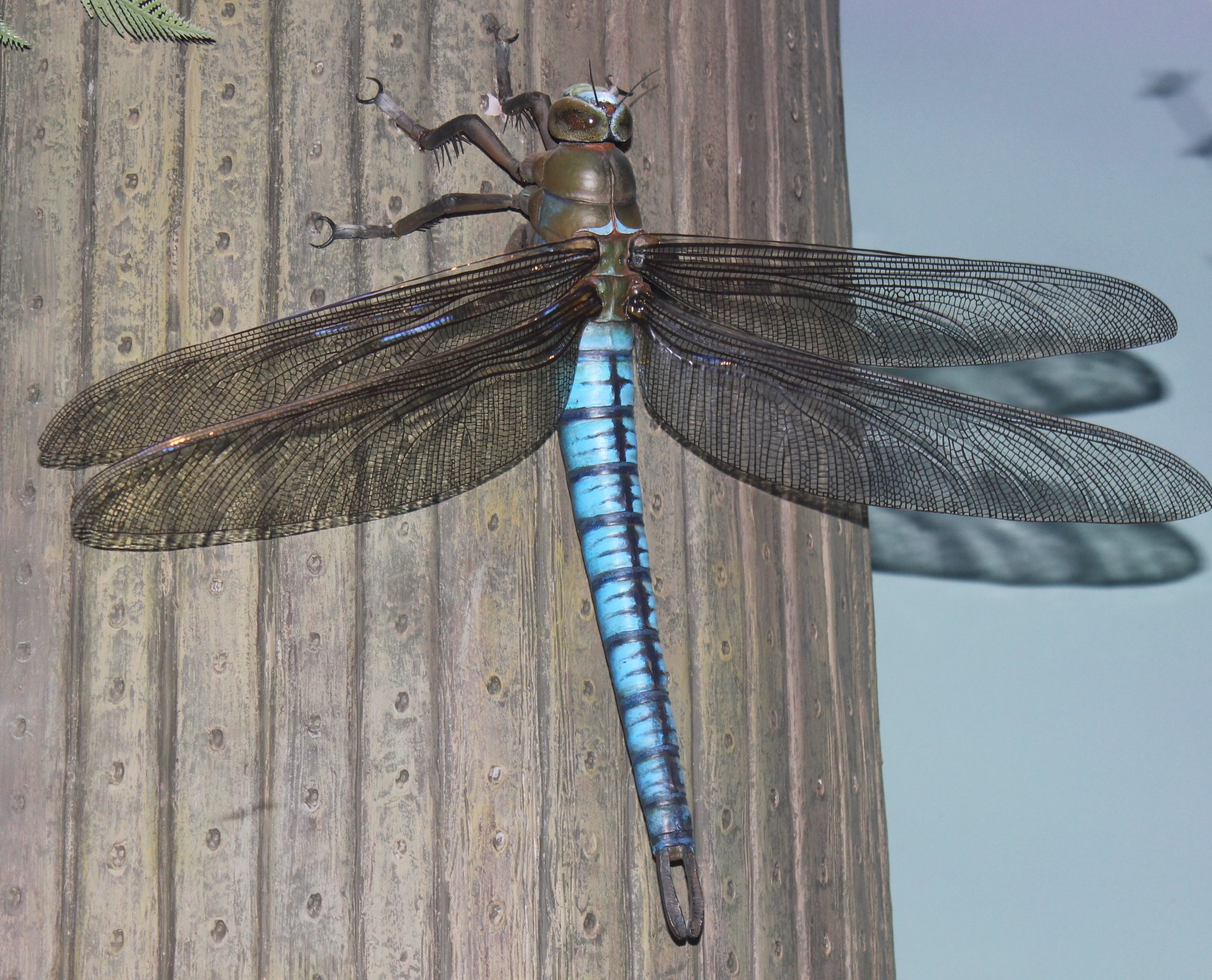
Darstellung der Riesenlibelle Meganeura aus dem Oberen Karbon

Nachdem im Oberdevon – zunächst vor allem in tropischen Regionen – erste größere Waldareale entstanden, erreichte die Ausdehnung der Wald- und Sumpflandschaften in der „Steinkohlenzeit“ des Karbon ein neues Maximum. Das Tournaisium (358,9 bis 346,7 mya), die erste chronostratigraphische Stufe des Karbon, verzeichnete nach einer ausgeprägten Abkühlungsphase an der Devon-Karbon-Grenze einen Meeresspiegelanstieg mit erneuter Ausbreitung von Schelfmeeren unter den Bedingungen eines Warmklimas. Dieser Erwärmungstrend flachte am Beginn des Mittleren Tournaisiums ab und ging allmählich in den Klimazustand des Permokarbonen Eiszeitalters über, verbunden mit ersten Vergletscherungen der innerhalb des südlichen Polarkreises liegenden Landmassen. Zu Beginn des Karbon lag die Südspitze Afrikas als Teil des Großkontinents Gondwana in unmittelbarer Südpolnähe, ehe am Übergang zum Perm die polnahe Position von Antarktika eingenommen wurde. Hinweise auf großflächige Vergletscherungen finden sich in vielen Regionen Gondwanas in Form von Tilliten (Moränenablagerungen) in verschiedenen sedimentären Horizonten. Dies deutet auf einen mehrmaligen ausgeprägten Wechsel von Warm- und Kaltzeiten hin.
Die über Jahrmillionen wenig veränderte Lage des Großkontinents Gondwana im Umkreis der Antarktis trug durch die Wirkung der Eis-Albedo-Rückkopplung wesentlich zur Entstehung des Permokarbonen Eiszeitalters bei, das mit einer Dauer von annähernd 80 Millionen Jahren vom Unterkarbon bis in das Mittlere Perm reichte. Ein primärer Klimafaktor war zudem die während des Karbon erfolgte Ausbreitung tief wurzelnder und das Erdreich aufspaltender Gewächse. Die Kombination von verstärkter Bodenerosion mit umfangreichen Inkohlungsprozessen entzog der Atmosphäre große Mengen an Kohlenstoff. Dadurch fiel die atmosphärische CO2-Konzentration im Verlauf des Karbon auf einen bis dahin einmaligen Tiefstwert. Im Gegensatz dazu stieg im Oberkarbon der Sauerstoffgehalt auf den Rekordwert von 33 bis 35 Prozent, jedoch im Verbund mit den wahrscheinlich verheerendsten Wald- und Flächenbränden der Erdgeschichte, möglicherweise mit der Nebenwirkung eines weltumspannenden, das Sonnenlicht dämpfenden Rauch- und Dunstnebels.
Vor etwa 310 Millionen Jahren vereinigten sich die Großkontinente Laurussia und Gondwana endgültig zum Superkontinent Pangaea. Auf dem Höhepunkt ihrer Ausdehnung im Unterperm erstreckte sich Pangaea von der Nordpolarregion bis in die Antarktis und umfasste einschließlich der Schelfmeere eine Fläche von 138 Millionen km². Aufgrund dieser riesigen Festlandsbarriere stockte der Wasser- und Wärmeaustausch der äquatorialen Meeresströmungen, und der globale Abkühlungstrend wurde dadurch weiter verstärkt. Die beiden letzten Stufen des Karbon – Gzhelium und Kasimovium – waren geprägt von einem relativ raschen Wechsel verschiedener Klimazustände, die offenbar in hohem Maße von den zyklischen Veränderungen der Erdbahnparameter gesteuert wurden, mit Schwankungen der CO2-Konzentration im Bereich von 150 bis 700 ppm und überlagert von einem allmählich stärker werdenden Trend zur Aridifikation. Aufgrund der im Vergleich zu heute um etwa 2 bis 3 Prozent geringeren Sonneneinstrahlung erreichten die globalen Durchschnittstemperaturen im Oberkarbon 12 bis 14 °C während einer Warmzeit und lagen in den Kernphasen der Glazialperioden nur wenig über dem Gefrierpunkt. Laut einer Studie von 2017 verringerte sich der Kohlenstoffdioxid-Gehalt im frühesten Perm weiter und sank kurzzeitig auf einen Wert um 100 ppm. Falls sich diese Annahme bestätigt, rückte das Erdsystem damals in die unmittelbare Nähe jenes Kipppunkts, der den Planeten in den Klimazustand einer globalen Vereisung überführt hätte, vergleichbar den Schneeball-Erde-Ereignissen im Neoproterozoikum.

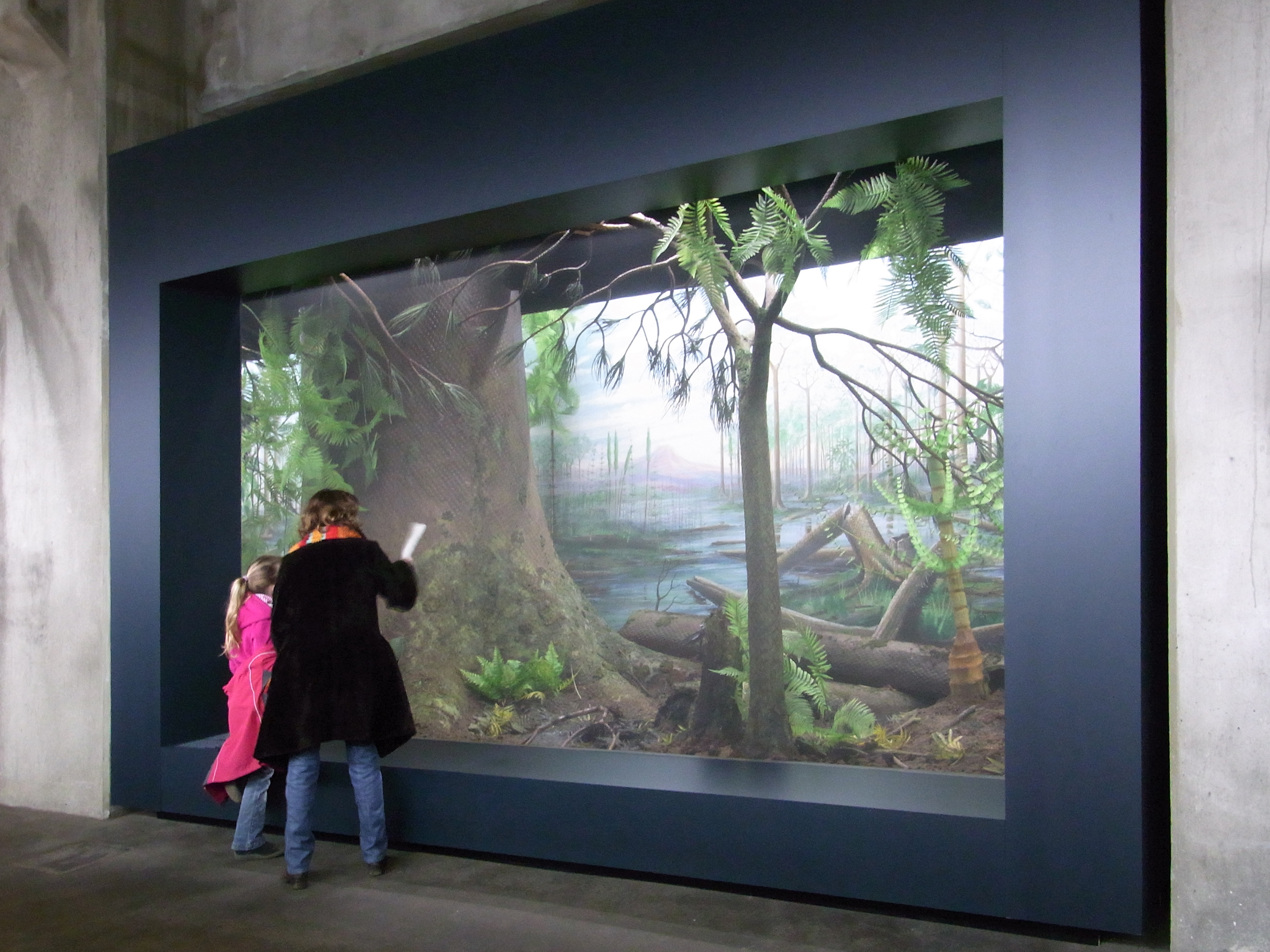
Das Diorama Steinkohlenwald des Ruhr-Museums veranschaulicht die Vegetation im Klima des Karbon

Im späten Karbon kam es durch die zunehmend ariden Bedingungen zum Zusammenbruch der in Äquatornähe angesiedelten Regenwälder (in der Fachliteratur als Carboniferous Rainforest Collapse bezeichnet) und damit zum ersten pflanzlichen Massenaussterben. Die tropischen Wälder wurden innerhalb einer geologisch sehr kurzen Zeitspanne auf einige Vegetationsinseln dezimiert, und ebenso verschwand die Mehrzahl der Feucht- und Sumpfgebiete. Vom Verlust dieser Biotope besonders betroffen waren verschiedene Gliederfüßer, ein Großteil der damaligen Amphibien (Temnospondyli) und frühe Reptilien mit semiaquatischer Lebensweise. Durch die Fragmentierung der Lebensräume ging die Biodiversität der Landwirbeltiere (Tetrapoda) an der Karbon-Perm-Grenze deutlich zurück und blieb im frühen Perm zunächst niedrig, ehe im weiteren Verlauf die Artenvielfalt allmählich wieder zunahm.
Landschaftsrekonstruktionen des Karbon werden in Museen häufig in Form von Graphiken präsentiert. Ein lebensgroßes Diorama des Ruhr Museums in Essen vermittelt einen dreidimensionalen Eindruck eines Steinkohlenwalds des Karbon. Ein begehbares Modell einer Karbon-Landschaft ist im Saarland auf dem Gelände der ehemaligen Grube Landsweiler-Reden zu besichtigen. Im Dortmunder Botanischen Garten Rombergpark ist seit 1958 ein Pflanzenschauhaus dem Steinkohlenwald gewidmet und macht das Klima des Karbons erlebbar.

## Entwicklung der Fauna

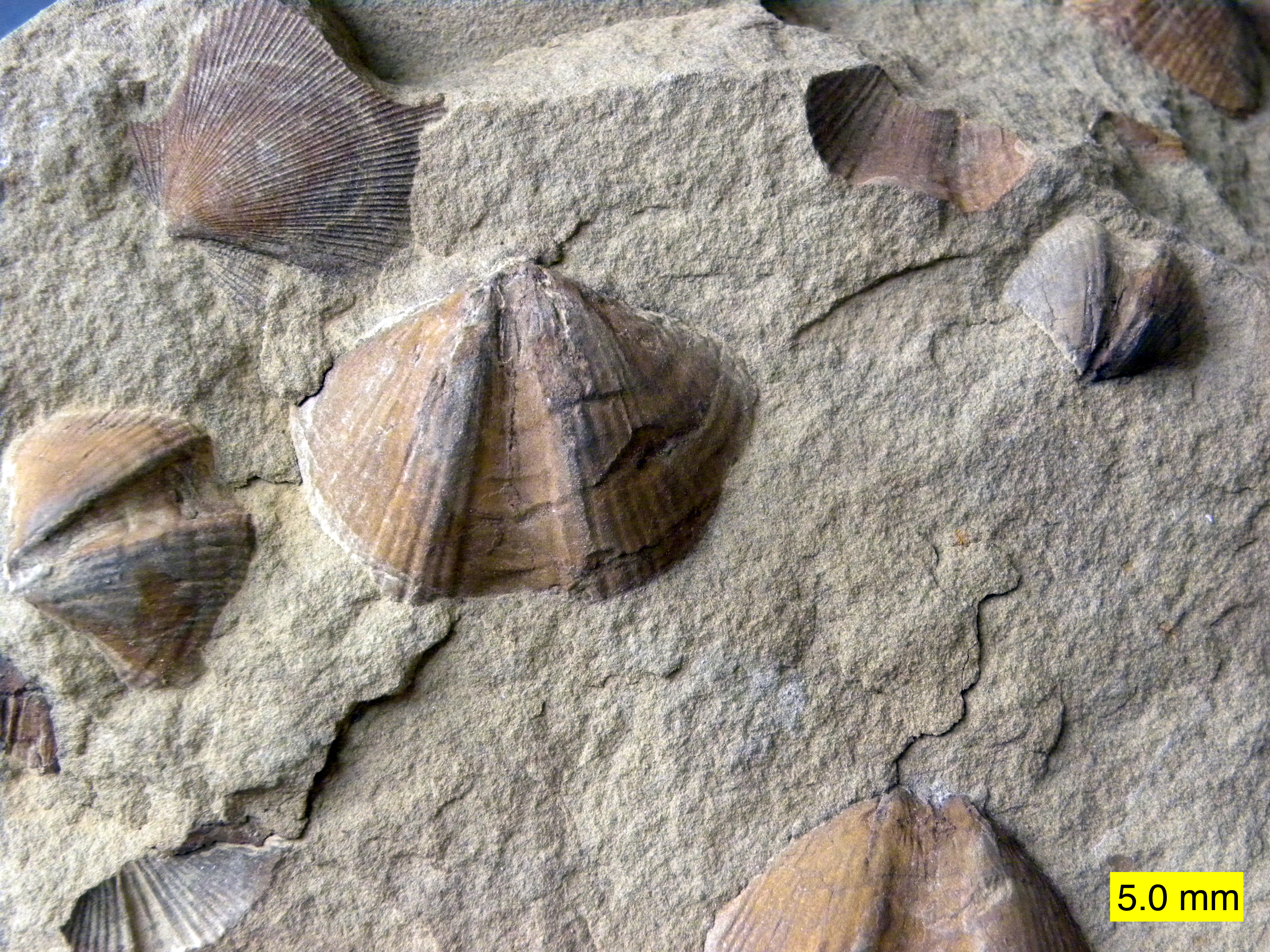
Aviculopecten und Syringothyris

Im Oberen Devon ereigneten sich mit dem Kellwasser-Ereignis (372 mya) und dem direkt an der Devon-Karbon-Grenze stattfindenden Hangenberg-Ereignis (359 mya) zwei Massenaussterben, in deren Verlauf jeweils bis zu 75 Prozent aller Arten ausstarben. Davon betroffen waren Ammoniten, Brachiopoden (Armfüßer), Trilobiten, Conodonten, Stromatoporen, Ostrakoden (Muschelkrebse) sowie vor allem die Placodermi (Panzerfische). Zudem wurde das Phytoplankton so stark reduziert, dass dessen ursprüngliche Artenvielfalt erst wieder im Mesozoikum erreicht wurde. Auch etliche Riffbauer unter den Korallen fielen dem Massenaussterben zum Opfer. Das hatte zur Folge, dass die Zahl der Korallenriffe in erheblichem Umfang abnahm. Einige Wissenschaftler sind der Meinung, dass deshalb die marinen Ökosysteme von einer länger anhaltenden Sauerstoffverknappung stark beeinträchtigt wurden. Dies könnte den Anstoß für die Entwicklungslinie der Amphibien gegeben haben. Erst im mittleren Unterkarbon kam es wieder zu einer größeren Radiation. Die fossilienarme Zeit vor 360 bis 345 Millionen Jahren wird nach dem Paläontologen Alfred Romer als „Romer-Lücke“ (engl. Romer’s Gap) bezeichnet.

### Leben in den Ozeanen

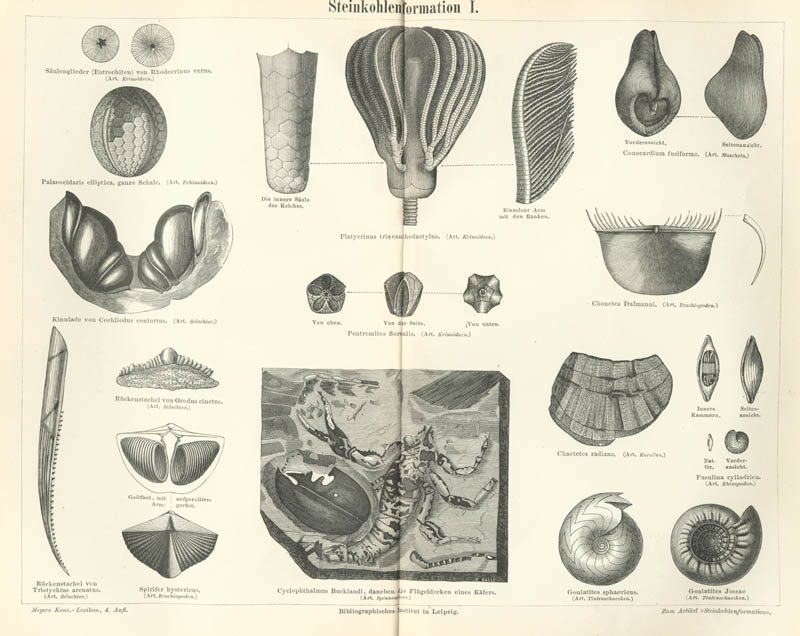
Die fossile Fauna des Karbonmeeres (aus Meyers Konversations-Lexikon, 4. Auflage, 1885–90)

Die Placodermi, die in den Ozeanen des Devon die vorherrschende Gruppe waren, erholten sich nicht vom Massenaussterben an der Wende Devon/Karbon. Die Entwicklung verlief hin zu beweglicheren Formen der Strahlenflosser. Auch die Trilobiten, die seit dem Kambrium wichtige Leitfossilien waren, überlebten im Karbon nur mit wenigen Arten und verloren ihre bisherige Bedeutung.
Andere gesteinsbildende Organismengruppen waren Moostierchen (Bryozoa, verästelte oder fächerförmige, koloniebildende Tiere) und Formen der Foraminiferen, die Großforaminiferen (vor allem Schwagerina und Fusulina aus der Ordnung der Fusulinida). Großforaminiferen sind einzellige, benthisch lebende, amöboide Lebewesen, die jedoch bis 13 cm Größe erreichen.
Die Ammonoideen, eine Gruppe der Kopffüßer (Cephalopoda), entwickelten im Karbon eine große Diversität. Die Biostratigraphie des Karbon beruht zum großen Teil auf dieser Gruppe. Die ersten innenschaligen Cephalopoden (Tintenfische oder Coleoidea) erscheinen.
Bei den Rugosen, eine Gruppe der Blumentiere, erlangten die Zaphrentidae an Bedeutung, mit z. B. Zaphrentoides und Lithostrotion. Die Tabulaten und auch die Stromatoporen nahmen ab. Ein Beispiel für Tabulaten im Karbon ist Michelinia. Im Karbon erschienen mit z. B. Dendropupa die ersten Süßwasserschnecken. Bei den marinen Muscheln sind die Pectinaceen (mit der Gattung Posidonia) und die neu auftretenden Pinniden und Limiden zu nennen.

### Leben auf dem Land
Die ältesten Insekten (Insecta) sind bereits aus dem Unterdevon bekannt; ob sich zu diesem Zeitpunkt bereits geflügelte Insekten entwickelt hatten, ist unsicher und umstritten. Die ältesten Fossilien unzweideutig geflügelter Insekten, mit erhaltenen Flügeln, stammen aus dem jüngsten Unterkarbon. Im Oberkarbon waren die geflügelten Insekten bereits sehr divers entwickelt. Aufgrund des hohen Sauerstoffgehaltes der Atmosphäre bildeten sich im Laufe des Karbons unter den Insekten Riesenformen aus, so die Libelle Meganeura. Die früher als größte bekannte Spinne angesehene Gattung Megarachne wird heute zu den Eurypteriden gezählt.
Die an Land lebenden Wirbeltiere des Karbon waren vor allem Amphibien und die ersten Reptilien, darunter die Protorothyrididae. Viele Formen, etwa Crassigyrinus, behielten jedoch eine aquatische oder zumindest semiaquatische Lebensweise bei. Die Amphibien hatten an Land keinerlei Nahrungskonkurrenten und entwickelten mannigfaltige Formen. Manche Arten erreichten Größen von bis zu sechs Metern.
Die ersten den Reptilien zugeordneten Skelette sind an der Basis des Oberkarbons gefunden worden. Vermutlich entwickelte sich während des Oberkarbons auch das so genannte Amnion-Ei, mit fester Außenschale und zwei Dottersäcken. Da das Amnion-Ei in sich einen abgeschlossenen Flüssigkeitskörper darstellt, bedeutete es größere Unabhängigkeit vom Wasser bei der Fortpflanzung.

## Entwicklung der Flora

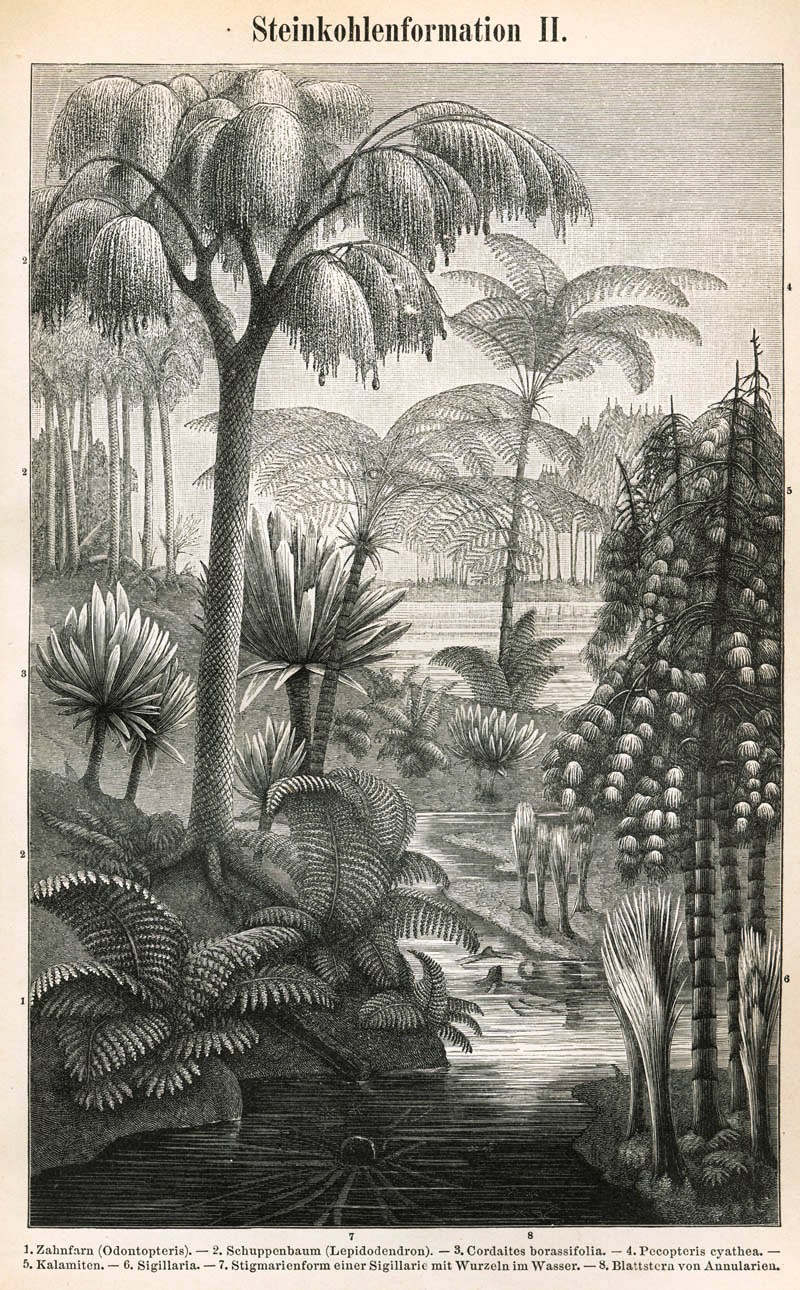
Landpflanzen des Karbons im Lebensbild (aus Meyers Konversations-Lexikon, 4. Auflage, 1885–90)

Man kann das Karbon, zumindest das Oberkarbon, auch als das Zeitalter der Farne bezeichnen. In weit ausgedehnten Kohlesümpfen entstanden die weltgrößten Vorräte an Steinkohlen. Die vorherrschenden Vertreter der Flora in den Kohlesümpfen waren die Gattungen Schuppenbäume (Lepidodendron) und Siegelbäume (Sigillaria), baumartige Pflanzen, die zur Klasse der Bärlapppflanzen (Lycopodiopsida) gezählt werden. Die Vertreter beider Gattungen erreichten Größen von bis zu 40 Metern und Stammdurchmesser von über einem Meter.
Die Schachtelhalme (Equisetopsida) brachten mit den Kalamiten (Calamites) ebenfalls bis zu 20 Meter große Baumformen hervor (meist sind von den Stämmen nur Steinkerne der verholzten Markröhren erhalten).
Die bereits im Devon erschienene Gruppe der Gefäßsporenpflanzen (Pteridophyta) brachte mit Glossopteris (auf dem damaligen Südkontinent Gondwana) ebenfalls baumartige Formen hervor. Diese Pflanzen zeigten Jahresringe, was auf die Gondwana-Vereisung im Oberkarbon zurückzuführen ist.
Seit dem Oberkarbon lassen sich die ersten Vertreter der nacktsamigen Pflanzen (Gymnospermen, Nacktsamer) nachweisen. Bekannte Beispiele für karbonische Samenpflanzen sind die Farnsamer und die nadeltragenden Cordaiten. Die zu den Voltziales zählenden, ebenfalls benadelten Gattungen Lebachia der Utrechtiaceae und Walchia treten erst im obersten Oberkarbon auf. Über die systematische Einordnung der beiden Gattungen existieren unterschiedliche Meinungen, teilweise wird z. B. der Gattungsname Lebachia durch Utrechtia ersetzt, Walchia wird oft als Formgattung für nicht sicher einordenbare Fossilien geführt (im Englischen als walchian conifers bekannt). Ebenfalls treten die Cordaite erstmals gegen Ende des Karbons auf. Diese Wälder bildenden Nadelbäume überlebten das Massenaussterben an der Perm-Trias-Grenze nicht. Die Cordaiten und die im Unterjura ausgestorbenen Voltziales werden zu den Koniferen (Nadelbäume) gestellt.

## Das Karbon in Mitteleuropa

### Kohlenkalk-Fazies
Am Südrand von Laurussia (dem Kontinent, der sich im Silur durch die Kollision von Laurentia (Nordamerika) und Baltica (Nordeuropa und Russland) gebildet hatte) kam es im Unterkarbon zur Sedimentation von sehr fossilreichen Kalken. Der Bereich der sog. Kohlenkalk-Fazies erstreckte sich von Irland/England, Belgien und die Ardennen über das linksrheinische Schiefergebirge bis nach Polen. Im Bereich Englands wurde die marine Karbonatsedimentation durch mehrere Hochzonen gegliedert (vor allem das London-Brabanter-Massiv und die Normannische Schwelle). Zur Ablagerung kamen Bryozoen-Riffkalke, Schuttkalke und dunkle bituminöse Kalke.
An Fossilien sind vor allem Bryozoen, Korallen, Armfüßer (Brachiopoda), Goniatiten und Crinoiden überliefert. Die Kohlenkalk-Fazies erreicht 300 bis 700 Meter Mächtigkeit und ist mit der südlich anschließenden Kulm-Fazies (siehe unten) über Riffschutt und Kalkturbidite verzahnt.

### Kulm-Fazies
Die Kulm-Fazies schließt sich südlich an die Kohlenkalk-Fazies an. Sie stellt eine synorogene Sedimentation dar, also Ablagerungen, die gleichzeitig mit der Gebirgsbildung der variszischen Orogenese erfolgten. Das klastische Material wurde dabei von der Mitteldeutschen Kristallinschwelle, damals ein Inselbogen, geliefert. Das Sedimentbecken, in dem die Kulm-Fazies zur Ablagerung kam, wurde durch diese Schwelle grob in einen nördlichen und einen südlichen Bereich geteilt. Der nördliche Bereich bildet heute das Rheinische Schiefergebirge. In diesem Beckenbereich kamen hauptsächlich Tonschiefer (mit der bivalven Muschel Posidonia becheri) und Radiolarien führende Kieselschiefer (Lydite) zur Ablagerung. Im südlichen Bereich herrschte eine Flyschfazies mit turbiditischen Sandsteinen, Grauwacken und Olisthostromen vor. Die Kulm-Fazies erreichte in diesem südlichen Becken Mächtigkeiten von bis zu 3.000 Meter.

### Die variszische Orogenese
Beim variszischen Gebirge handelt es sich um ein kompliziert gebautes Decken- und Faltengebirge. Die enorme Krustenverkürzung macht sich in starken Verfaltungen und internen Überschiebungen bemerkbar. Der Name stammt von den Variskern, einem im Vogtland ansässigen Volksstamm. Das mitteleuropäische Variszikum wird von Norden nach Süden in folgende Zonen eingeteilt:
- Das Subvariszikum stellt einen Molassetrog dar, der im Oberkarbon die Abtragungsprodukte des aufsteigenden Gebirges aufnahm. Im Subvariszikum beziehungsweise an dessen Randbereich entwickelte sich außerdem im Oberkarbon die größte Masse der mitteleuropäischen Kohlevorkommen.
- Das Rhenoherzynikum umfasst Harz, Ardennen, Rheinisches Schiefergebirge und reicht bis Cornwall.
- Zum Saxothuringikum gehören die Sudeten, das Erzgebirge, Thüringer und Frankenwald, Spessart und Odenwald und die nördlichen Bereiche der Vogesen und des Schwarzwalds, wobei Odenwald, Spessart und zudem Pfalz, Ruhla und Kyffhäuser zur mitteldeutschen Kristallinzone zählen, die der nördliche Teil des Saxothuringikums darstellt.
- Das Moldanubikum umfasst die Böhmische Masse, Schwarzwald und Vogesen.

Die ersten Kollisionen von Terranen (kleinere Massen kontinentaler Kruste) fanden bereits im Devon statt. Zur Hauptfaltungsphase der variszischen Orogenese kam es an der Grenze Unter-/Oberkarbon, auch als sudetische Phase bezeichnet. Bis ins Perm ist in den mitteleuropäischen Varisziden tektonische Aktivität nachweisbar.

### Oberkarbon – Die postvariszische Entwicklung
Während der Hauptphase der variszischen Gebirgsbildung waren große Teile Europas zu Festland und damit zu Abtragungsgebieten geworden. Die Sedimentation im Oberkarbon unterschied sich damit grundlegend von den Verhältnissen im Unterkarbon.

### Subvariszikum
An den Rändern des Subvariszischen Beckens entwickelte sich hauptsächlich im Westfalium ein Gürtel mit ausgedehnten paralischen Kohlesümpfen (zur Entstehung paralischer Kohlen kommt es an Küstengebieten: Durch wiederholten Anstieg und Abfall des Meeresspiegels werden Sumpfgebiete überschwemmt, von Schlamm überdeckt und wieder zu Festland, sodass sich neue Sumpfgebiete entwickeln). Dieser Gürtel paralischer Kohlesümpfe zog sich von Südengland über das Ruhrgebiet bis nach Polen. Im Ruhrgebiet erreicht das Oberkarbon eine maximale Mächtigkeit von 6000 Metern.